# Cleome rubelloides
Cleome rubelloides är en paradisblomsterväxtart som beskrevs av Lars Erik Kers. Cleome rubelloides ingår i släktet paradisblomstersläktet, och familjen paradisblomsterväxter. Inga underarter finns listade i Catalogue of Life.